# 和ヶ原聡司
和ヶ原 聡司（わがはら さとし、1982年 - ）は、日本のライトノベル作家、脚本家。埼玉県在住。

## 略歴
2010年に『魔王城は六畳一間!』で第17回電撃小説大賞（アスキー・メディアワークス主催）銀賞を受賞、同作を『はたらく魔王さま!』と改題して2011年に電撃文庫よりデビューを果たす。

## 人物
- 小学4年生の頃まで読書が苦手だったが、久美沙織の『小説ドラゴンクエストIV』全4巻を祖父に買ってもらった事を切っ掛けに小説の道へ進む[2]。
- ビデオゲーム『スターオーシャン』シリーズの熱烈なファンで、グッズもジャンルを問わず買い集め作家になって以降も捨てず所有している。シリーズ3作目『スターオーシャン Till the End of Time』の二次創作小説を書いたことが自身の創作活動の始まりであり[3]、「スターオーシャンというゲームが無ければ作家和ヶ原聡司は誕生していない」とも語っている[4]。スマートフォンアプリゲーム『スターオーシャン:アナムネシス』をプレイした際に、Twitterで小説を書きたいとツイートしたものがプロデューサーの目に留まり、小説化作品の執筆[3]を経てゲーム本編の第二章『Twin Eclipse』以降の脚本を担当[5]、シリーズ本編である『スターオーシャン6 THE DIVINE FORCE』の脚本にも参加している。
- 『はたらく魔王さま!』作中において様々なアルバイトや職種を扱っているが、（1 - 6巻分まで）本人が経験した業種は1つも無いと言及している[6]。ただし、飲食業には長年携わっていたとのこと[7]。
- 本格的に小説家となる前は、宇宙を題材にした作品の影響を受け、最終的に宇宙に関する役者になれる道を志す。大学卒業後に笹塚に所在する声優養成所に約3年間入所。退所後も、アフリカ座。という劇団に所属し、さらに約1年間役者を目指し、舞台公演や映画などにいくつか参加・出演した。役者時代からの友人に誘われ朗読劇団「team.鴨福」の公演を観劇したことを機に、同劇団の脚本を手掛けている[8]。また、俳優の渡洋史が主催するアクションクラスの生徒だった[9]。
- 大学は法学部の出身であるという[10]。在学中は『スターオーシャン』の二次小説創作サイトを立ち上げ、役者の芝居の勉強も行っていた。

## 作品一覧

### ライトノベル
- 『はたらく魔王さま!』（電撃文庫、全27巻）
- 『ディエゴの巨神』（電撃文庫）
- 『勇者のセガレ』（電撃文庫、全4巻）
- 『スターオーシャン：アナムネシス -The Beacon of Hope-』（電撃文庫）※電撃オンラインにて隔週連載、2017年12月7日 - 2018年3月19日
- 『ドラキュラやきん!』（電撃文庫、既刊5巻）
- 『飯楽園-メシトピア- 崩食ソサイエティ』（電撃文庫、既刊2巻）
- 『エルフの渡辺』（電撃文庫、既刊2巻）

### ゲームシナリオ
- 『スターオーシャン：アナムネシス』（スクウェア・エニックス、第二章『Twin Eclipse』以降）
- 『スターオーシャン6 THE DIVINE FORCE』（スクウェア・エニックス、五反田義治及び更伊俊介と共著）

### 舞台脚本
- 『廃駅のオリオン』（team.鴨福 第3回公演）
- 『春望む星の六花』（team.鴨福 第4回展公演）
- 『四季染める虹』（team.鴨福 第4回彩公演）
- 『エレベヱトル遁走曲（フーガ）』（team.鴨福 第7回公演
- 『たいせつなひと』（イベント『スターオーシャンフェス2018〜星海祭〜』内朗読劇[11]）
- 『ほしぞらのたからもの』（イベント『スターオーシャンフェス2019〜星海祭〜』内朗読劇）